# Вікрамашіла

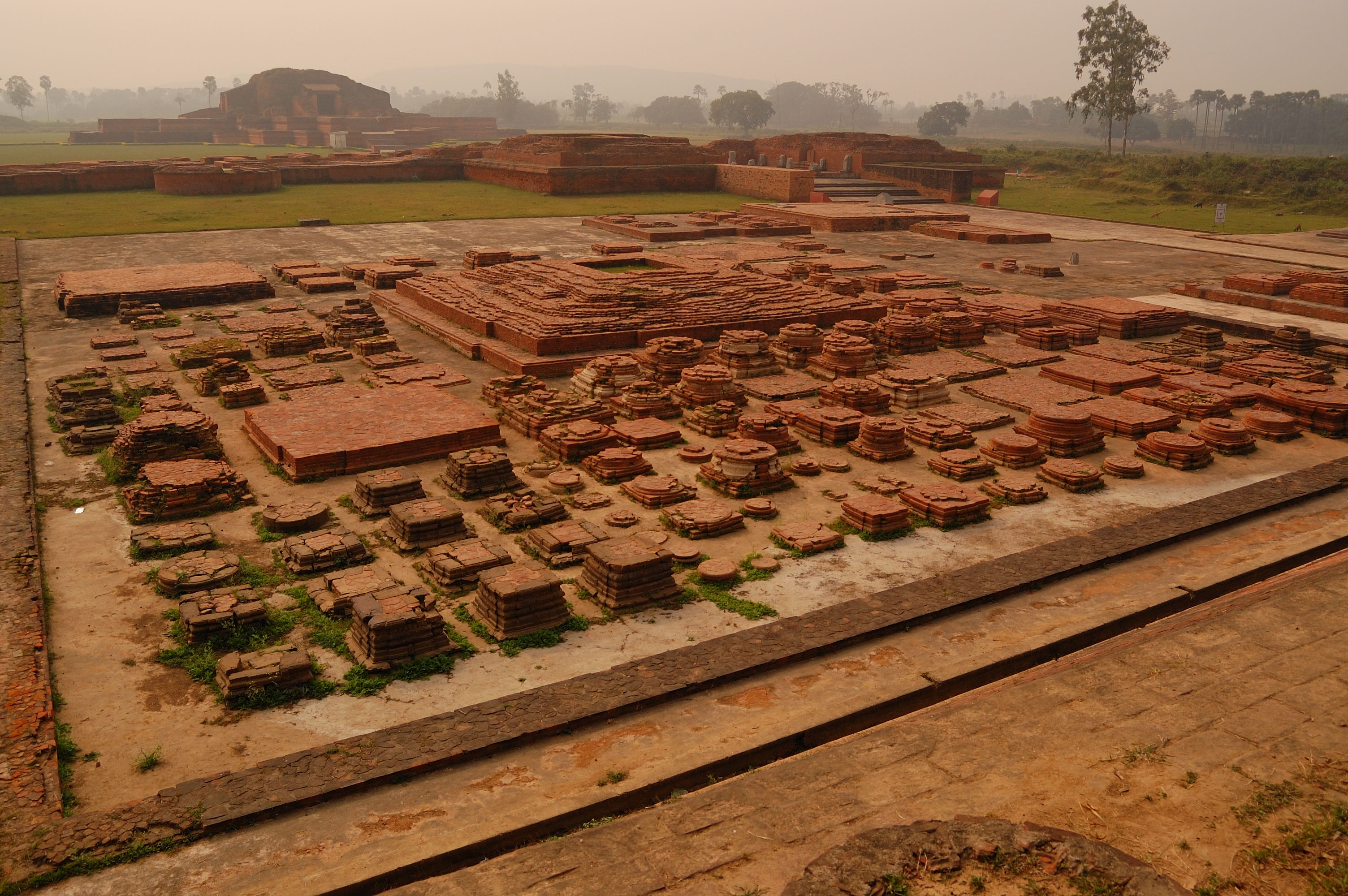
Руїни університету Вікрамашіла.

Вікрамаші́ла — буддистський університет в індійській країні Маґадга. Один з провідник релігійних та освітніх центрів середньовічної Індії.

## Опис
Існував протягом 8 — 12 століття. Розташовувався неподалік міста Бгаґалпур на території штату Біхар, Республіка Індія. Перебував під протекцією правителів регіону, насамперед династії Пала. Займав площу 0,14 км². Складався з семи монастирів, 6 храмів та бібліотеки, що нараховувала понад дев'ять мільйонів книг. Користувався популярністю серед юнацтва та вчених Індії, Китаю та Персії. 1193 року розграбований тюрками-мусульманами під проводом Бахтіяра Халджі, що спричинило остаточний занепад буддизму в Індії.